# Aparna Balan
Aparna Balan (* 9. August 1986 in Kalkutta) ist eine indische Badmintonspielerin.

## Karriere
Aparna Balan gewann 2003 die indischen Einzelmeisterschaften der Junioren, um schon im Folgejahr erstmals bei den Südasienspielen zu gewinnen. 2006 und 2010 gewann sie bei den Südasienspielen zwei weitere Titel. 2007 siegte sie erstmals bei den indischen Einzelmeisterschaften. 2010 gewann sie mit dem indischen Team Silber im Mannschaftswettbewerb bei den Commonwealth Games.

## Sportliche Erfolge
| Saison | Veranstaltung                              | Disziplin   | Platz | Name                             |
| ------ | ------------------------------------------ | ----------- | ----- | -------------------------------- |
| 2003   | Indien: Einzelmeisterschaften der Junioren | Damendoppel | 1     | Aparna Balan / Saina Nehwal      |
| 2004   | Südasienspiele                             | Damendoppel | 1     | Aparna Balan / Shruti Kurien     |
| 2004   | Indien: Internationale Meisterschaften     | Damendoppel | 3     | Trupti Murgunde / Aparna Balan   |
| 2006   | Südasienspiele                             | Mixed       | 2     | Sanave Thomas / Aparna Balan     |
| 2006   | Südasienspiele                             | Damendoppel | 1     | Aparna Balan / Shruti Kurien     |
| 2007   | Pakistan International                     | Mixed       | 1     | Valiyaveetil Diju / Aparna Balan |
| 2007   | Indien: Einzelmeisterschaften              | Mixed       | 1     | Valiyaveetil Diju / Aparna Balan |
| 2010   | Südasienspiele                             | Mixed       | 2     | Thomas Kurian / Aparna Balan     |
| 2010   | Südasienspiele                             | Damendoppel | 2     | Aparna Balan / B. R. Meenakshi   |
| 2010   | Südasienspiele                             | Damendoppel | 1     | Shruti Kurien / Aparna Balan     |
| 2010   | Indien: Einzelmeisterschaften              | Damendoppel | 1     | Aparna Balan / Prajakta Sawant   |
| 2010   | Commonwealth Games                         | Team        | 2     | Indien                           |
| 2012   | India International                        | Damendoppel | 2     | Aparna Balan / Siki Reddy        |